# Thai International Development Cooperation Agency
Die Thailand International Development Cooperation Agency (thailändisch สำนักงานความร่วมมือเพื่อการพัฒนาระหว่างประเทศ, TICA) ist eine Abteilung im thailändischen Außenministerium. Die Organisation hat ihren Sitz in Bangkok ist und zuständig für die technische Zusammenarbeit des Landes mit Partnern im südostasiatischen Raum.

## Vorgeschichte und Gründung von TICA
Die thailändische Regierung gründete bereits 1950 das "Department of Technical and Economic Cooperation" (DTEC), das die technischen Hilfsprojekte aus den USA und Europa innerhalb Thailands zu steuern hatte. Hierbei arbeitete das Department eng mit den ausländischen Partnern von der Planungsphase bis zur Evaluierung der Projekte zusammen. Nachdem Thailand bis Anfang des 21. Jahrhunderts ein hohes Wirtschaftswachstum und eine gesunde Entwicklung aufweisen konnte, ging das Land von Nehmer zum Geber von Hilfsleistungen über. Die Folge dieser geänderten Politik war die Schaffung von TICA, die im Jahr 2004 erfolgte.

## Aufgaben von TICA
Die Organisation unterstützt vor allem die Nachbarländern Laos, Kambodscha, Birma und Vietnam, in letzter Zeit aber auch in Osttimor, Sri Lanka und einigen Staaten Afrikas. Die Projekte können dabei entweder allein oder zusammen mit ausländischen Partnern finanziert sein. Durchschnittlich arbeitet TICA mit rund Partnerorganisationen (sowohl Regierungs- als auch Nichtregierungsorganisationen) zusammen, unter anderem auch der deutschen GTZ.
Die Institution berät ausländische Organisationen auch zu den Ausbildungsmöglichkeiten innerhalb Thailands und ermutigt sie zum Studium im Lande. Daneben organisiert man den Nachschub an Material für zahlreiche technische Hilfsprojekte und leistet Hilfe bei Steuerfragen, Visaverlängerungen ausländischer Experten, Freiwilliger und akkreditierter NGO-Angehöriger.

## Projekte (Auswahl)
- Thailand-Sri Lanka Technical Cooperation Program (2003 bis 2004)
- Thailand-Bhutan Human Resources Development Program (2005 bis 2007)
- Unterstützung der Mae-Fah-Luang-Stiftung bei ihrem Einsatz in Afghanistan
- Projekte zur Verbesserung der Reisproduktion, der Malariabekämpfung und der Fischerei in Mosambik